# Brilliant Lady
Brilliant Lady è una nave da crociera appartenente alla compagnia di navigazione statunitense Virgin Voyages 

## Navi gemelle
- Valiant Lady
- Scarlet Lady
- Resilient Lady